# Umberto Motto
Umberto Motto Cagna (Torino, 22 luglio 1930) è un ex calciatore italiano, di ruolo difensore.

## Caratteristiche tecniche
Giocava come terzino.

## Carriera
Capitano della squadra Ragazzi del Torino, nelle cui giovanili giocava dal 1942, nella stagione 1948-1949 a seguito della Tragedia di Superga gioca tutte le ultime 4 partite del campionato di Serie A con la prima squadra granata. Rimane in granata anche nella stagione successiva, nella quale gioca un'ulteriore partita in Serie A a Firenze (7 maggio 1950).    Nella stagione seguente (la 1950-1951) è ancora in massima serie al Torino, con cui non gioca altre partite ufficiali con la prima squadra; nel 1951 viene messo in lista di trasferimento.
Nella stagione 1952-1953 gioca una partita nel campionato di Serie C con l'Alessandria, con cui viene promosso in Serie B in seguito al secondo posto ottenuto in campionato; rimane in rosa con i Grigi anche nella stagione 1953-1954 (in Serie B), nella quale non scende però mai in campo.
Dopo il ritiro lavorò per anni nell'azienda di famiglia (in cui peraltro lavorava anche durante gli anni della carriera da calciatore) ricoprendo parallelamente anche un ruolo dirigenziale nel Torino, da cui si dimise nel 1976 immediatamente dopo la vittoria del primo scudetto granata dopo quelli dell'epoca del Grande Torino.